# School van Antiochië
De School van Antiochië was een van de twee grootste centra van de studie van exegese en theologie; het andere was de School van Alexandrië. De naam van de groep verwijst naar het feit dat de steunpilaren van deze traditie ontstonden in de stad Antiochië, een van de grootste steden in het oude Romeinse Rijk.
Veel geleerden in Alexandrië kozen voor een allegorische uitleg van de Bijbel en legden in hun christologie de nadruk op de gelijkheid tussen de godheid en menselijkheid van Jezus Christus. De School van Antiochië koos zo veel mogelijk voor een letterlijke uitleg van de Bijbel, en soms een typologische uitleg. Zij legde juist de nadruk op het verschil tussen de goddelijkheid en de menselijkheid van Jezus.
Aan de basis van de Antiocheense school stond vermoedelijk Lucianus van Antiochië. Deze stichtte de school in de tweede helft van de derde eeuw na Christus. Onder zijn leerling Diodorus van Tarsus bereikten de bekendheid en invloed van de school een hoogtepunt. Andere bekende vertegenwoordigers van de school zijn Theodorus van Mopsuestia (350-428) en Johannes Chrysostomus (350-407).
De School van Antiochië was fel voorstander van een letterlijke, historische uitleg van de Bijbel. Zij zette zich af tegen de allegorische methode omdat deze veel ruimte liet voor uitleggingen die strijdig konden zijn met de waarheid van het christelijk geloof. Ook legde zij sterk de nadruk op het lezen van de tekst in de historische context. Door deze benadering kreeg het Oude Testament meer waardering dan bij de School van Alexandrië. Bij hun benadering kozen de Antiocheense geleerden voor een heilshistorische benadering, dat wil zeggen, ze vestigden de aandacht op de grote historische verbanden waarin het goddelijk heilsplan in de geschiedenis gerealiseerd werd.